# Liste der Naturdenkmale in Olbersdorf
Die Liste der Naturdenkmale in Olbersdorf umfasst Naturdenkmale der sächsischen Gemeinde Olbersdorf.

## Definition
„Naturdenkmäler sind rechtsverbindlich festgesetzte Einzelschöpfungen der Natur oder entsprechende Flächen bis zu fünf Hektar, deren besonderer Schutz erforderlich ist
1. aus wissenschaftlichen, naturgeschichtlichen oder landeskundlichen Gründen oder
2. wegen ihrer Seltenheit, Eigenart oder Schönheit.“

„§ 18 – Naturdenkmäler – (zu § 28 BNatSchG)
(1) Die Erklärung nach § 22 Abs. 1 BNatSchG von Teilen von Natur und Landschaft als Naturdenkmal erfolgt durch Rechtsverordnung oder Einzelanordnung.
(2) Über § 28 Abs. 1 BNatSchG hinaus können Naturdenkmäler zur Sicherung von Lebensgemeinschaften oder Lebensstätten von im Bestand gefährdeten oder streng geschützten Arten festgesetzt werden.“

## Liste
Diese Auflistung unterscheidet zwischen Flächennaturdenkmalen (FND) mit einer Fläche bis zu 5 ha (bei Verordnung nach DDR-Recht auch mehr) und Einzel-Naturdenkmalen (ND).
Link zu einem Kartenansichtstool, um Koordinaten zu setzen.
| Bild            | Bezeichnung                                | Lage                               | Beschreibung | Datum | Nummer |
| --------------- | ------------------------------------------ | ---------------------------------- | --- | ----- | ------ |
| BW              | Eiche an der Mauermann-Mühle               | (50° 52′ 18,6″ N, 14° 46′ 11,5″ O) | Naturdenkmal Verordnung des Landkreises Löbau-Zittau zur Festsetzung von Naturdenkmalen im Landkreis Löbau-Zittau (8. März 2000)      |       | GR 832 |
| BW              | Eiche an der Althalde                      | (50° 53′ 30,9″ N, 14° 45′ 21,6″ O) | Naturdenkmal Verordnung des Landkreises Löbau-Zittau zur Festsetzung von Naturdenkmalen im Landkreis Löbau-Zittau (8. März 2000)      |       | GR 434 |
| Fotos hochladen | Winter-Linde am Mittelweg (Napoleon-Linde) | (50° 52′ 12,3″ N, 14° 46′ 42,8″ O) | Naturdenkmal Verordnung des Landkreises Löbau-Zittau zur Festsetzung von Naturdenkmalen im Landkreis Löbau-Zittau (13. Dezember 2000) |       | GR 64  |
| BW              | Ahorn am Niederviebig 14                   | (50° 53′ 1,5″ N, 14° 47′ 16,1″ O)  | Naturdenkmal Verordnung des Landkreises Löbau-Zittau zur Festsetzung von Naturdenkmalen im Landkreis Löbau-Zittau (8. März 2000)      |       | GR 850 |